# Gran Premio Industria e Artigianato 1977
Il Gran Premio Industria e Artigianato 1977, undicesima edizione della corsa e prima con questa denominazione, si svolse il 1º maggio su un percorso di 220 km, con partenza e arrivo a Larciano. Fu vinto dall'italiano Giancarlo Tartoni della Magniflex-Torpado davanti ai suoi connazionali Gabriele Mugnaini e Attilio Rota.

## Ordine d'arrivo (Top 10)
| Pos. | Corridore           | Squadra            | Tempo    |
| ---- | ------------------- | ------------------ | -------- |
| 1    | Giancarlo Tartoni   | Magniflex-Torpado  | 5h43'00" |
| 2    | Gabriele Mugnaini   | Vibor              |          |
| 3    | Attilio Rota        | Brooklyn           |          |
| 4    | Gianluigi Zuanel    | Fiorella-Mocassini |          |
| 5    | Luciano Loro        | G.B.C.             |          |
| 6    | Palmiro Masciarelli | Sanson             |          |
| 7    | Vittorio Algeri     | G.B.C.             |          |
| 8    | Wilmo Francioni     | Magniflex-Torpado  |          |
| 9    | Carmelo Barone      | Fiorella-Mocassini |          |
| 10   | Franco Bitossi      | Vibor              |          |